# Super Bowl III
Super Bowl III – był trzecim Finałem o Mistrzostwo Świata AFL-NFL w zawodowym futbolu amerykańskim, rozegranym 12 stycznia 1969, na stadionie Orange Bowl Stadium, w Miami, w stanie Floryda. Ten finał był pierwszym, który oficjalnie nazwano "Super Bowl". Dwa poprzednie zaczęto tak określać później, antydatując.
Mecz uważa się za jeden z największych przełomów w historii sportów amerykańskich i najważniejszym z gier Super Bowl. Skazywany na porażkę mistrz ligi AFL, drużyna New York Jets, pokonała mistrzów ligi NFL, drużynę Baltimore Colts, uzyskując wynik 16-7.
Przed Super Bowl III drużyna mistrzów NFL, Colts, była powszechnie uważana za faworyta spotkania - w niektórych publikacjach przewidywano zwycięstwo różnicą dwudziestu punktów. Mimo że dynamicznie rozwijającej się lidze AFL udało się trzy lata wcześniej zmusić dojrzałą już ligę NFL do podpisania umowy połączeniowej, AFL nadal postrzegano jako słabszego, mniej utalentowanego partnera. Dodatkowo, drużyny AFL były w dwóch poprzednich Super Bowl zdecydowanie pokonane.
Quarterback zespołu Jets, Joe Namath, zdobył tytuł MVP finałów walnie przyczyniając się do zwycięstwa po tym, gdy celnie podał 17 razy na 28 rzuty, co pozwoliło na uzyskanie 206 jardów pola. Drużynie nowojorskiej udało się ogólnie zdobyć 337 jardów pola, wymusić pięć strat i pozwolić rywalom z Baltimore tylko na jedno przyłożenie.

## Literatura
- 2006 NFL Record and Fact Book, Time Inc. Home Entertainment, ISBN 1-933405-32-5
- Harper Collins, Total Football II: The Official Encyclopedia of the National Football League, ISBN 1-933405-32-5
- The Sporting News Complete Super Bowl Book 1995, ISBN 0-89204-523-X